# La Bâtie-Divisin
La Bâtie-Divisin är en kommun i departementet Isère i regionen Auvergne-Rhône-Alpes i sydöstra Frankrike. Kommunen ligger i kantonen Saint-Geoire-en-Valdaine som tillhör arrondissementet La Tour-du-Pin. År 2018 hade La Bâtie-Divisin 927 invånare.

## Befolkningsutveckling
Antalet invånare i kommunen La Bâtie-Divisin
Referens:INSEE